# Umberto Bindi
Umberto Bindi (n. 12 mai 1932, Bogliasco, Liguria, Italia – d. 24 mai 2002, Roma, Italia) a fost un cantautor italian.